# Cooper Creek
Cooper Creek (Barcoo, Cooper’s Creek) – rzeka okresowa we wschodniej Australii, w stanach Queensland i Australia Południowa. Jej długość wynosi 1420 km, a powierzchnia dorzecza – 285 tys. km².
Jej źródła znajdują się w północno-zachodniej części Wielkich Gór Wododziałowych, gdzie wypływa w postaci dwóch rzek źródłowych Thomson i Barcoo. Płynie w kierunku południowo-zachodnim, a później zachodnim aż do ujścia do jeziora Eyre. Cooper Creek często wysycha, nie docierając do jeziora. Jednak spośród trzech dużych rzek okresowych do niego uchodzących (pozostałe dwie do Diamantina i Georgina) to Cooper Creek dociera najczęściej. Jej średni roczny przepływ waha się od 0,02 km³ w latach suchych do 12 km³ w latach mokrych.
Większość dorzecza Cooper Creek stanowią naturalne pastwiska, na których hodowane są owce i bydło.
Nad Cooper Creek zmarli w 1861 znani odkrywcy i badacze Australii Robert O’Hara Burke i William Wills oraz Ludwig Becker, przyrodnik uczestniczący w wyprawie jako członek Victorian Society of Fine Arts.